# انسدالية
الانسدالية (بالإنجليزية: Drapability)‏ هي خاصية مهمة في بعض أنواع النسيج، وهو قدرة النسيج أو الجلد على تشكيل طيات جميلة عندما يعلق. وهو ما يشكله مفرش الطاولة من طيات جميلة على محيط الطاولة، أو ما تشكله الستائر أيضا.
الانسدالية هو مصطلح يستخدم لوصف طريقة تشكيل طيات في النسيج عندما يعلق تحت وطأة ثقله. ولهذه الخاصية تأثير مهم على حسن مظهر الثوب أثناء استخدامه. فالانسدالية المطلوبة من النسيج سوف تختلف تماما اعتمادًا على الاستخدام النهائي، ولذلك فإن قيمة الانسدالية المعطاة لا يمكن تصنيفها على أنها إما جيدة أو سيئة. يكون القماش المحاك مرنًا نسبيًا وتأخذ الملابس المصنعة منه معالم الجسم. في حين أن القماش المنسوج يكون متيبسًا نسبيًا مقارنة مع القماش المحاك، ولذلك يستخدم في الملابس المخاطة التي يكون فيها القماش معلقا بعيدًا عن الجسم ويخفي معالمه. فقياس انسدالية النسيج يعني تقييم قدرته على القيام بذلك، وقدرته على تشكيل طيات جميلة.